# Antoni Lipiec
Antoni Lipiec (ps. Zygant, ur. 27 maja 1903 w Lipie, zm. 31 sierpnia 1995 tamże) – polski działacz ludowy i regionalny, rolnik, żołnierz, partyzant Batalionów Chłopskich i działacz spółdzielczy.

## Życiorys
W Lipie ukończył szkołę początkową. Od 1918 do 1920 uczył się w seminarium nauczycielskim w Radomiu. Od 1919 do 1925 działał w ruchu ludowym, początkowo w swojej wsi rodzinnej, a potem w powiatach zachodniego i północnego Mazowsza. Był sekretarzem posła i powiatowym instruktorem Polskiego Stronnictwa Ludowego "Wyzwolenie". Inspirowały go idee głoszone przez Tomasza Nocznickiego. W latach 1925–1927 odbywał służbę wojskową, a potem pozostał w wojsku. Był podoficerem żandarmerii. Ochraniał sztaby dowódcze w Warszawie. Od 1937 służył na nowym lotnisku w Sadkach koło Radomia.
W 1939, jako wachmistrz, uczestniczył w bitwie o Chełm. W 1940 powrócił do Lipy, a w styczniu 1940 wstąpił do Związku Walki Zbrojnej. W 1942 przeszedł do Stronnictwa Ludowego "Roch" i Batalionów Chłopskich. Był tam dowódcą batalionu i instruktorem na północna część powiatu kozienickiego. Zorganizował struktury BCh w gminie Mariampol. Produkował granaty zaczepne, tzw. sidolówki. Wraz z oddziałem BCh umożliwił ucieczkę z Lipy 23 Gruzinom, którzy pełnili tam służbę wartowniczą. W końcu 1944 został wysiedlony przez Niemców i zamieszkał w Sokoleńcu koło Kozłowa.
W marcu 1945 powrócił do zrujnowanej Lipy i zamieszkał w bunkrze. Zajmował się usuwaniem zasieków, rozbiórką bunkrów, chowaniem zwłok żołnierzy obu stron. W 1946 zorganizował Gminną Spółdzielnię "Samopomoc Chłopska" w Lipie. W latach 1946–1949 był trzykrotnie więziony przez komunistów. Od 1949 do 1957 pracował w domach dziecka w okolicach Warszawy. Po powrocie do Lipy wybrano go prezesem miejscowej Gminnej Spółdzielni. Przyczynił się do rozwoju Ochotniczej Straży Pożarnej, zespołu sportowego, ogniska muzycznego i stworzył izbę pamięci narodowej. W 1964 z jego inicjatywy wzniesiono pomnik w Cecylówce Głowaczowskiej ku czci spalonych żywcem przez Wehrmacht w 1939 polskich mieszkańców wsi. W 1968 przeszedł na emeryturę i rozwinął działalność na niwie budowy pomników. W 1971 powstał pomnik powstańców styczniowych w Lipie. W 1973 upamiętnił miejsce kaźni hitlerowskiej w Czerwonce. Przyczynił się do powstania pomników w Brzeźnicy, Kępicach, Chotkowie i Głowaczowie. Mając 90 lat zainicjował powstanie pomnika marszałka Piłsudskiego w Głowaczowie (1993).
Prowadził intensywna działalność publikatorską. Jego artykuły i listy opublikowano w ponad sześćdziesięciu czasopismach (m.in. Zielony Sztandar, Pochodnia, Dziennik Ludowy, Tygodnik Kulturalny, Wieści, Polityka, Słowo Ludu, Kontakt, Odrodzenie, czy Wojskowy Przegląd Historyczny). W 1988 spisał swoją autobiografię.